# مطار ياي
مطار ياي (بالإنجليزية: Yei Airport)‏ هو مطار يخدم مدينة ياي في جنوب السودان، ومدرجه غير معبد.